# Список умерших в 549 году

## Сентябрь
- 13 сентября — У-ди, император китайской династии Лян (502—549).

## Дата смерти неизвестна или требует уточнения
- Аркадий Буржский, святой, епископ Буржский (537—538 или 541).
- Геркулафл, епископ Перуджи, священномученик.
- Киаран Клонмакнойсский, ирландский святой.
- Теудигизел, король вестготов (548—549).
- Тигернах Клонсский, ирландский святой, покровитель Клонса (графство Монахан, провинция Ольстер).
- Финниан Клонардский, ирландский святой, миссионер, основоположник ирландского монашества.